# فرودگاه بیچ فکتری
فرودگاه بیچ فکتری (به انگلیسی: Beech Factory Airport) یک فرودگاه همگانی بهره‌برداری هوایی با کد یاتا BEC است که یک باند فرود بتن دارد و طول باند آن ۲۴۳۸ متر است. این فرودگاه در شهر ویچیتا کشور ایالات متحده آمریکا قرار دارد و در ارتفاع ۴۲۹ متری از سطح دریا واقع شده‌است.